# 阿炎政虎

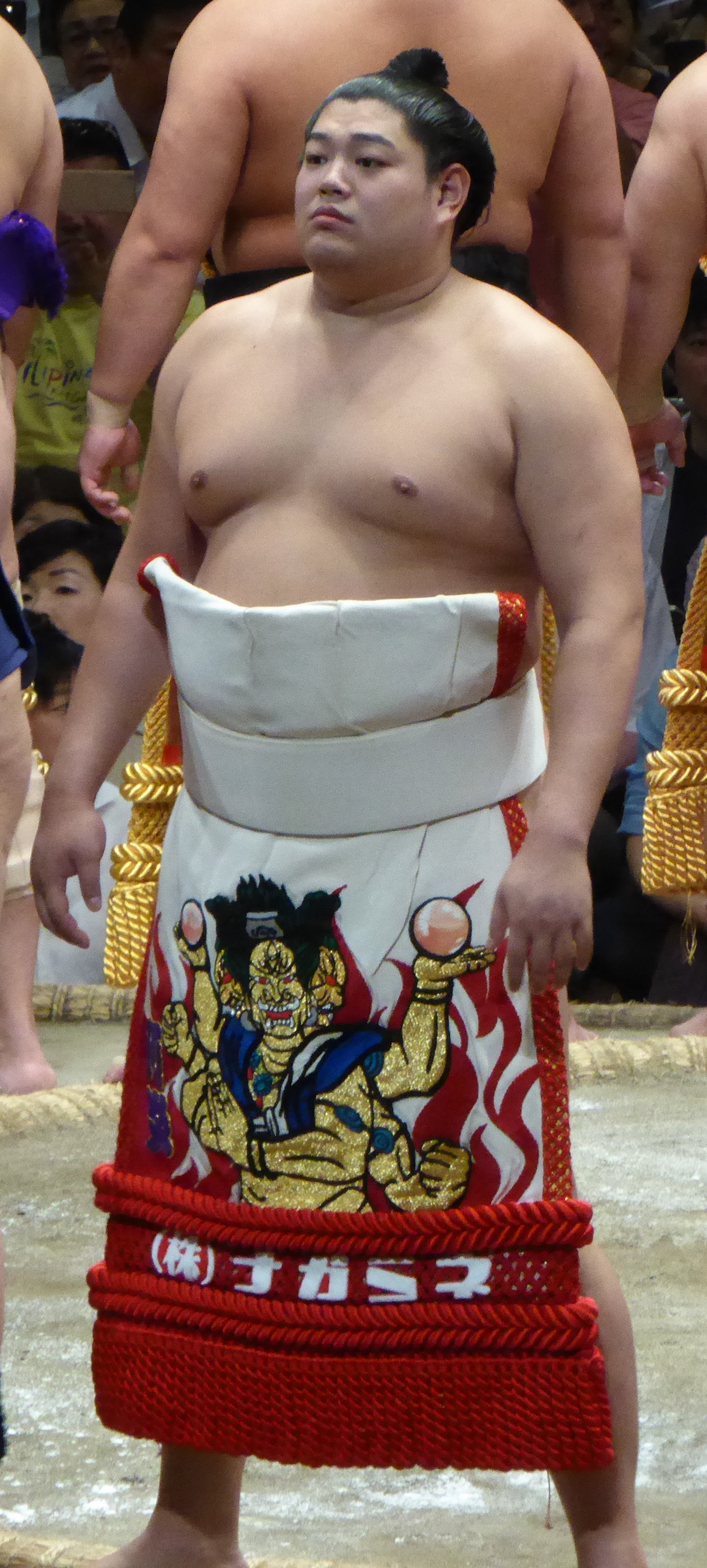

阿炎政虎（日语：／ Abi Masatora，1994年5月4日—），原名堀切洸助（日语：／ Horikiri Kōsuke），日本埼玉縣越谷市出身的現役大相撲力士，身高187cm、體重151kg、最高位置西關脇（2022年3月場所－5月場所）。所屬的相撲部屋是錣山部屋。

## 來歷
堀切洸助出生於一個經營建築公司的家庭，是四個孩子中最小的一個。他比大多數同學都高一個頭。與家人不同，他不喜歡運動，因為他有點超重，不喜歡跑步。他嘗試了柔道，但發現自己更擅長相撲；在小學一年級和二年級時，在他的城市參加了兒童相撲錦標賽。雖然他擅長相撲，但他一開始並不喜歡這項運動，尤其是練習，並且經常試圖避免它。由於城市級別相撲比賽的挑戰性不夠，他開始參加全國兒童相撲比賽，但收效甚微。
初中時，堀切開始發現相撲更具吸引力，在比賽中名列前茅。最終在鹿兒島舉行的全國初中相撲錦標賽中獲得第三名。
高中時他轉學到千葉縣立流山南高校，加入了相撲部。他的一個同學是未來的大翔鵬清洋。他在高中階段取得了成功，經常進入最好的十六名。高中三年級時，他在第61屆十和田相撲錦標賽個人組比賽中獲得第三名。
他的家人希望他能繼續上大學並在那裡繼續相撲，但堀切反而表示有興趣接管家族企業。不久之後，他在沒有諮詢父母的情況下決定進入錣山部屋，因為他的高中相撲教練與部屋的負責人寺尾常史關係密切。他的父母沒有預料到這種突然的變化，起初不願意與他的教練見面，但堀切說服了他們。

## 入門
2013年5月場所初次比賽，7月場所正式比賽，6勝1敗。9月場所晉昇序二段7戰全勝優勝。11月場所晉昇三段目4勝3敗、1月場所再次7戰全勝優勝，在2014年3月場所晉級西幕下13枚目，一年後晉級十兩，同時將四股名改為阿炎。
儘管他在該級別持續了四場比賽，但他只贏得了一場冠軍，並在2015年9月場所後被降級回幕下。在接下來的八場比賽中，他一直在幕下上位級別上下移動。在2017年3 月的幕下16場比賽中，他取得了7-0的戰績並獲得了冠軍。隨後，他在5月以5-2的強勢獲勝，最終在2017年7月重新晉級十兩，並取得了勝越（8-7）。在9月的下一場比賽中，在十兩11枚目比賽中，他取得了10勝5負的戰績，在2018年1月晉昇幕內，以前頭14枚目身份初次比賽，他取得了10勝5負的戰績，並與另一位力士龍電剛至一起獲得了敢鬥賞。在2018年3月場所的比賽中，他又以10勝5負的戰績晉級前頭2枚目參加5月場所的比賽，在那裡他只取得了7場勝利，但在第6天擊敗了橫綱白鵬翔，贏得了他的第一個金星。2018年7月，他在連續比賽中贏得了他的第二個金星，在第5天戰勝了鶴龍。2019年5月，他贏得了十場比賽，並與比賽冠軍朝乃山英樹和志摩之海分享了敢鬥賞。阿炎在最後一天擊敗了玉鷲一朗，獲得了獎項，並說他受到了同齡的朝乃山的啟發。這一表現使他第一次晉昇小結。
2019年11月場所前他在Instagram上發佈了一張他的朋友兼力士若元春被綁起來並用膠帶堵嘴的照片作為惡作劇，因此受到日本相撲協會的譴責。這被認為是不恰當的，阿炎和若元春就此事親自向主席北勝海信芳和理事會道歉。JSA建議摔跤手將來不要在他們的個人社交媒體上發帖。在接下來的11月九州場所賽中，他又創造了一個9勝6負的戰績。他在 2020年1月的番付表連續第四場比賽中排名小結。
他在2020年7月場所的比賽中途被他的親方撤回宣佈休場，因為他承認兩次與另一個部屋的低級力士一起去女主人酒吧，違反了為防止COVID-19病毒傳播而提供的關於非必要旅行的指導。相撲協會主席北勝海稱他的行為“不可饒恕”。阿炎於8月4日通過他的親方提交了退休通知，但未立即被接受。那周晚些時候，協會暫停了阿炎的三場比賽，並降低了他和他的親方的工資，同時拒絕了他的辭職。事實證明，他外出的次數比他承認的兩次還要多。儘管他最近結婚了，但他被告知要搬回他的部屋生活，並受到嚴格的監督。他的辭職信由協會存檔，如果有任何進一步的違規行為，將被啟動。
阿炎半年後有資格參加2021年3月的比賽，他的排名在幕下56.他以7-0的完美戰績贏得了3月和5月的比賽，確保了他2021年7月場所復歸關取。2021年11月，他被提拔回幕內。
在2022年11月場所以12勝3負的戰績贏得了他的第一個幕內最高優勝，